# Episodi di Wolff, un poliziotto a Berlino (prima stagione)
Gli episodi della prima serie di "Wolff, un poliziotto a Berlino" sono stati trasmessi per la prima volta in Germania tra il 17 settembre 1992 e il 21 gennaio 1993. In Italia, sono stati trasmessi da Raidue tra il 2 dicembre 1996 e il 1º gennaio 1997.
| nº | Titolo originale                | Titolo italiano        | Prima TV Germania | Prima TV Italia          |
| -- | ------------------------------- | ---------------------- | ----------------- | ------------------------ |
| 1  | Mord hat Vorrang                | La ragazza di tutti    | 17 settembre 1992 | 2 dicembre 1996 - 18,55  |
| 2  | Witwe in Weiß                   | Vedova in bianco       | 24 settembre 1992 | 12 dicembre 1996 - 18,55 |
| 3  | Katharina und Kaviar            | Katarina e caviale     | 1º ottobre 1992   | 16 dicembre 1996 - 18,55 |
| 4  | Wohnungstod                     | La morte in casa       | 8 ottobre 1992    | 23 febbraio 2007 - 15,10 |
| 5  | Geldwäscher                     | Denaro sporco          | 15 ottobre 1992   | 4 dicembre 1996 - 18,45  |
| 6  | Schnell reich, schnell tot      | Il talismano           | 22 ottobre 1992   | 17 dicembre 1996 - 18,55 |
| 7  | Reicher Gigolo                  | Ricco e gigolo         | 29 ottobre 1992   | 5 dicembre 1996 - 18,55  |
| 8  | Schwerkraft des Mordes          | Delitto d'autore       | 5 novembre 1992   | 9 dicembre 1996 - 18,55  |
| 9  | Verbrecher sind nicht pünktlich | Il rapimento           | 12 novembre 1992  | 11 dicembre 1996 - 18,55 |
| 10 | Mord ist strafbar               | Dilettanti del crimine | 26 novembre 1992  | 13 dicembre 1996 - 18,55 |
| 11 | Notwehr                         | Legittima difesa       | 3 dicembre 1992   | 3 dicembre 1996 - 18,55  |
| 12 | Zivilcourage                    | Coraggio civile        | 10 dicembre 1992  | 18 dicembre 1996 - 18,55 |
| 13 | Tommy ist tot                   | Tommy è morto          | 17 dicembre 1992  | 20 dicembre 1996 - 18,55 |
| 14 | Knast                           | L'evasione             | 7 gennaio 1993    | 30 dicembre 1996 - 18,55 |
| 15 | Alte Rechnungen                 | Conti in sospeso       | 14 gennaio 1993   | 23 dicembre 1996 - 18,55 |
| 16 | Die Tochter                     | La figlia              | 21 gennaio 1993   | 1º gennaio 1997 - 18,45  |